# ماثياس ليبيلير
ماثياس ليبيلير (بالفرنسية: Matthias Lepiller)‏، من مواليد 12 يونيو 1988 في لو هافر في فرنسا، لاعب كرة قدم فرنسي.
بدأ مسيرته الكروية مع نادي لوهافر في عام 2004، ولعب معهم حتى عام 2006، وشارك معهم في مباراتين، ومنذ عام 2006 وهو يلعب مع نادي فيورنتينا الإيطالي.

## روابط خارجية
- ماثياس ليبيلير على موقع رابطة كرة القدم الفرنسية للمحترفين (الإنجليزية)
- ماثياس ليبيلير على موقع قاعدة بيانات كرة القدم.إي يو (الإنجليزية)
- ماثياس ليبيلير على موقع عالم كرة القدم.نت (الإنجليزية)
- ماثياس ليبيلير على موقع كووورة